# Gmina Bełżec
Die Gmina Bełżec [ˈbɛwʒɛts] ist eine Landgemeinde im Powiat Tomaszowski der Woiwodschaft Lublin in Polen. Ihr Sitz ist das gleichnamige Dorf mit etwa 2600 Einwohnern (2011).
Im Vernichtungslager Belzec wurden zwischen 1942 und 1943 circa 434.000 Menschen ermordet. Museum und Gedenkstätte befinden sich bei Bełżec.

## Geographie
Die Landgemeinde liegt etwa 110 km südöstlich von Lublin und fünf Kilometer südlich von Tomaszów Lubelski nahe der Grenze zur Ukraine. Die Gemeinde hat eine Flächenausdehnung von 28,66 km². 56 % des Gemeindegebiets werden landwirtschaftlich genutzt, 34 % sind mit Wald bedeckt.
Durch Bełżec verlaufen die Bahnlinie Chełm–Lemberg und die Droga krajowa 17.

## Geschichte
Bis 1972 war Bełżec Gemeindesitz, wurde dann Teil der Gemeinde Tomaszów Lubelski und erhielt 1992 den Gemeindesitz zurück. Von 1975 bis 1998 gehörte die Landgemeinde zur Woiwodschaft Zamość.

## Gliederung
Zur Landgemeinde (gmina wiejska) Bełżec gehören sieben Schulzenämter:
- Bełżec I, II und III
- Brzeziny
- Chyże
- Kolonia Szalenik und
- Żyłka.